# 永野鈴
永野 鈴（ながの すず、2003年〈平成15年〉9月19日 - ）は、日本のAV女優である。三重県出身。ジールグループ所属。

## 経歴
保健体育の授業で、第二次成長期を学び始めた中学3年生の時に性に目覚め、高校2年生の時に初めてAVを視聴。三上悠亜作品を観たことで憧れを抱き、2023年10月に「保育士を目指す現役女子大生」のキャッチコピーでFALENO専属女優としてAVデビュー。
2024年2月、徳間書店『週刊アサヒ芸能』において、AVマイスター東風克智が選出する陰毛女優ベスト3に選出。
2024年2月17日、東京・duo MUSIC EXCHANGEで開催された「FALENO FES」に出演。同イベント内で行われた各種ファッションショーにてランウェイを歩いた。
2024年4月発売『アサヒ芸能』発表「2024現役AV女優セクシー総選挙」において総合40位となる。新人デビュー組では上位となり、パイパンブームの逆張りというべき「ボウボウ界の新生」と評された。
2024年9月より企画単体女優に転身。

## 人物
趣味は野球観戦、アニメ鑑賞。プロ野球は父の影響でオリックスバファローズファン。4歳からピアノを習っており、譜面があれば弾ける。また学生時代は陸上部に所属しており、110Mハードルを専攻していた。
初体験は高校3年生の時で、相手は当時付き合っていた同級生の彼氏。場所は彼の家だった。デビューまでの経験人数は4人。

## 作品

### アダルトビデオ

#### FALENO専属期間
FALENOは『配信特化型AVメーカー』を掲げているため、配信開始日を併記しています。
- 新人 永野鈴 AV Debut（10月17日配信、11月9日発売、FALENO）
- イ～ッパイ初体験! めっちゃめちゃイッちゃう性感開発3本番スペシャル 永野鈴（11月19日配信、12月21日発売）

- パンチラで誘惑してくる妹に愛されすぎて困ってます 永野鈴（1月25日配信、2月22日発売）
- 初恋スイートルーム はじめて彼女とお泊りデートで朝まで濃密セックス 永野鈴（2月23日配信、3月20日発売）[3]
- 教師の僕はクラスの陰キャ制服美少女を呼び出して肉欲剝き出し貪りセックスで何度も、何度も、イキ狂わせた 永野鈴（3月23日配信、4月25日発売）
- 陸上部の大好きなスレンダーポニテ彼女が 最低なゲス先輩に性感帯をシゴキ開発されて肉オナホにされていた一部始終。 永野鈴（4月24日配信、5月23日発売）[9]
- ノンストップ追撃絶頂中にはじめての生ハメ中出しドキュメント 永野鈴（6月25日配信、7月25日発売）
- 地元でも有名なヤリマンギャルに成長した幼馴染にフェラチオの練習台にされて早漏チ〇ポをバチクソ抜かれまくった3日 永野鈴（7月26日配信、8月22日発売）
- 同期入社BSS 「僕が先に好きだったのに…」ヤリチン同僚の都合の良いセフレになっていた片思いの女子社員 永野鈴（8月29日配信、9月26日発売）

#### 企画単体期間
- 日焼け部活美少女チン堕ち肉便器 すず・めあ・せいら（9月27日、TMA）
- とってもかわいい保育士の皆さん! 童貞くんにピンクの乳首をチューチュー吸わせてもらえませんか? 母性溢れる授乳手コキでガチ勃起したち●ぽをそのまま聖母のお股にぬぷっっ! 超ド級美少女降臨スペシャル!（10月11日、赤面女子）
- 街中ゲリラナンパMM便15周年! 顔出し解禁! 18歳 & 19歳の素人女子 生まれて初めての素股編 vol.02 総勢20人全員SEXスペシャル! マジックミラー便 ギンギンに勃起したち○ぽを素人娘が赤面まんコキ! 恥じらいながらも濡れてしまった10代うぶオマ○コにヌルっと挿入で激イキ絶頂!!（10月15日、DEEP'S）
- ガチナンパ! 先生! 童貞くんを甘えさせて優しく筆おろししてくださいm（_ _）m 授乳手コキ! くぱぁ相互オナニーのリアル性教育にもうガマンできない!（10月15日、ピーターズ）
- 「私、引きこもりの同級生とその家族の人たちに凌●され種付けされ続けるの…そう、これから毎日…」 華奢な肢体が肉棒の餌食に…悲劇の孕ませ女学生 永野鈴（10月22日、オーロラプロジェクト・アネックス）
- 【大増量5時間35分! 8名出演】 マジックミラー号 保健体育の課外授業 現役女子○生の目の前でオトナの濃厚SEXを見せつける! 思春期の性的好奇心に火を点けて初めての杭打ち騎乗位で中イキ体験 2（10月24日、SODクリエイト）
- 初めて彼女のできた童貞のボクのためセックスの練習相手になってくれた見た目清楚な幼なじみ。 永野鈴（11月2日、クリスタル映像）
- なかよし洗脳 お父さん大好きJ系の歪んだ日常 永野鈴（11月5日、DEEP'S）
- 好奇心～妹のわたしをイカせて～永野鈴（11月5日、GLAY'z）
- 押しかけJ〇カワイイ教え子と2泊3日のイチャイチャ同棲性活いつでも好きなときにナマ挿入 & 中出しOKだよ♡ 永野鈴（11月7日、ChuChuGirl）
- 背面性交クリニック 2  4名のナースによる業務的バックピストン治療180分（11月8日、SODクリエイト）
- パコ撮り No.129 お小遣い次第で生ハメ中出し出来ちゃうスレンダー美少女に連続発射! すずちゃん（11月12日、First Star）
- 円女交際中出しoK18歳 陸上部の剛毛美少女 永野鈴（11月19日、パコパコ団とゆかいな仲間たち/妄想族）
- 塩原温泉で見つけた女子旅お嬢さんタオル一枚男湯入ってみませんか? 59  さっきまで普通に旅行していたべっぴん娘がヌルりテッカり! 美容オイルを塗りこまれおっぱいも蒸れ菊門もキラめく! 今が食べごろ! 美肌のハリと弾力絶頂期な7名編（11月21日、SODクリエイト）
- 童貞は幼なじみに奪われました… 初めて彼女のできた童貞のボクのためセックスの練習相手になってくれた見た目清楚な幼なじみ 永野鈴（11月26日、クリスタル映像）
- 【完全主観】兄とケンカしたお義姉さんがボクの家に転がり込んで来て無防備なカラダにガマン出来ずに… 何度も中出ししてしまった。 永野鈴（12月3日、BeFree）
- 月に一度の危険日に生でセックスしまくる 018 すず（12月3日、deep/妄想族）
- 【彼氏に内緒で初撮り】 押しに弱い女子大生ホテルお持ち帰り!! ノリで勝手に中出しSEX!? それでもハメ撮り続けてラストは肉便器化。 すずちゃん (20歳)（12月3日、ナンパJAPAN）
- このあと…わたし、門限までセックスした…●学生すず 永野鈴（12月5日、GLAY'z）
- 絶倫義父に犯され続け、淫乱女に躾けられた若妻 永野鈴（12月5日、プラネットプラス/七狗留）
- キミだけに語りかけ! ロ●っ娘15人! オマ●コぴちゃぴちゃ指入れ自画撮りオナニー4時間DX vol.17（12月5日、GLAY'z）
- オジサンを虜にする あざと可愛い地下アイドル 秘密のオフパコ枕営業 中出しOKコスプレSEXイキ狂い7本番 永野鈴（12月17日、無垢）
- ’恥毛は抜いちゃダメって言ってたから’挿れて喜ぶ濡れすぎ剛毛痴態 永野鈴（12月17日、S-Cute）
- 坂道系美少女すずちゃん 【女学生と過激性交】 「イってる! イってる! オクが凄いの!」 清純娘が絶頂覚醒! 美スリム & 剛毛マン毛 ＃オフパコ娘とホテルお籠もり淫乱絶頂SEX 野球部マネージャー 永野鈴（12月24日、オーロラプロジェクト・アネックス）
- 彼氏に内緒でおじさんと中出しする女 すず (20)（12月26日、月刊彼女）
- 太ももハラスメントSOD女子社員13名ももコキ特化! 柔らかく大きな健康的《太もも》による包み込み締め付け刺激 「見えてもおかしくない太ももにコスるだけだから恥ずかしくないでしょ?」（12月26日、SODクリエイト）
- 種付け特化! 素人女子大生限定! 孕ませ中出しナンパ!! 中出し処女のウブなオマ○コにアツアツの精子を大量投入! 妊娠確定w 子宮の奥まで届く種付けプレスで連続中出し & 中出しシェイクSP 2（12月27日、赤面女子）

- マチアプちゃん! 警戒心ゼロの剛毛無垢っ子がはじめての東京にテンション上がって生ハメ中出し体験（1月7日、桃太郎映像出版）
- 執行! アルキデンマの罰 セフレが、親友の彼女になったので、罰を与えることにしました。3人デートの時に。 永野鈴 / 春陽モカ（1月9日、サディスティックヴィレッジ）
- 江の島ビーチで輝くビキニGALの皆さん!! 「童貞美大生のデッサンモデルになってくれませんか?」 2  ナイスボディをデッサン中にフル勃起しちゃってうまく描けない童貞君に開放的なビキニ娘はムラムラ最高潮ww 「エッチしてみる」そのまま祝筆おろし中出しSP（1月10日、赤面女子）
- SOD女子社員（*´ε‘*）チュッチュ接吻（キッス）忘年会2024 550分11名 超乱交! おもてなし8コーナー & 個別SEX接待 お口も全身もペニ棒も! 無礼講くちづけ失礼致します! 上下のお口で1年の感謝を伝えさせて下さい!（1月23日、SODクリエイト）※通常版（SDJS-155）と2大特典付き版（SDJS-155-V）の2種類あり。また両タイプでジャケットデザインが異なる。
- 優等生がマン汁・涎・汗ドバドバ失禁アクメ 媚薬漬け校内キメセク 永野鈴（1月28日、ダスッ!）
- マゾコスプレイヤー変態調教撮影会 永野鈴（2月5日、プラネットプラス/七狗留）[10]
- チントレ これじゃ宝の持ち腐れだよ? 早すぎて妻に愛想をつかされた私たち夫婦を心配した義妹が「お兄ちゃんは早漏改善しなさい!」と言って私のチ〇ポを毎日シコり倒します。永野鈴（2月6日、ChuChuGirl）
- 闇墜ちした元美少女アイドルが高級ファーストクラスソープに入店! 先輩とはじめてのぬるぬる二輪車入客で大ピンチ! 永野鈴 安堂はるの（2月20日、サディスティックヴィレッジ）
- 隣の絶倫隣人アイドルに誘惑されて… 覗きがバレたその日から超絶ビッチな鉄マン推しの子が誘惑し続けてくる神シチュ! 永野鈴（2月25日、ABC/妄想族）
- ダメです、お父さんに気づかれちゃう… 永野鈴（3月4日、アタッカーズ）
- 下剋上等! 反撃サディスティックヴィレッジの女AD撮影現場で女上司にハメられ、おっさん男優とSEXをさせられた女ADが女優として舞い戻って立場逆転! カメラテストと称して元先輩のマ〇コとプライドを男ADのバチクソピストンでズタズタにして復讐(ヤルッ!)（3月6日、サディスティックヴィレッジ）
- 責め経験ほぼゼロ// 超うぶ素人娘がM男くんと密室2人きりww 「ほら精子出しなよ/// でも勝手に出しちゃダメぇ～」 敏感すぎるM男に大発情＆ドS痴女覚醒乳首舐め手コキ、顔騎、足コキ、罵倒で小悪魔寸止め// 暴発しちゃうMチンに跨り杭打ち騎乗位でエロエロ腰振りエンドレス絶頂 M男君のキャンタマ枯渇するまで精子搾取連続中出し!! 4（3月14日、赤面女子）
- アナルのシワの数までハッキリわかる! ノーモザイク連続絶頂アナル見せオナニー 32（3月20日、アイエナジー）
- 最高級美女中出しソープ 永野鈴（4月10日、アイエナジー）
- BARで出会った仕事終わりのコンカフェ嬢と ベロ酔い店内3P・ホテルお持ち帰りイキ過ぎ乱交SEX 永野鈴（4月15日、無垢）
- 素人おま○こくぱぁ観察 8 -人妻編- 輝くビラビラが透けて見えそうなほど4Kカメラ超接写至近距離で照れイキオナニー30ま○こ290分（4月22日、S級素人）
- 初めての黒人チ●コ! ビンカンなカラダはガマン出来ずに何度も絶頂! 大量中出し! 「こんなに大っきいの…壊れちゃうよ…」  BLACK COCK! 永野鈴（5月6日、BeFree）
- 上京まもない新人OLは、やがて激しく犯される。 永野鈴（5月6日、アタッカーズ）
- レズ解禁 イキグルイ。キツネコスレズ 永野鈴 涼花くるみ（5月22日、ChuChuGirl）
- 恋の罪 湯けむり48時間ペット調教ごっくん旅（5月27日、たんぽぽ/妄想族）
- 侵入者 永野鈴（6月3日、アタッカーズ）
- 娘に喰わせてもらってます。 永野鈴（6月6日、ワープエンタテインメント）
- 希望を胸にやってきた新人メイドを朝から晩まで種付け痙攣性処理調教 嫌悪しか感じない男に泣きたくなるほど犯されて… 永野鈴（6月10日、クリスタル映像）
- 寝バック不倫 奥さんに見られないようアナタで私を隠して後ろからタップリ中出しされたい 永野鈴（6月12日、YONAKA）
- 素人ナンパ 代々木でみつけたウブな女子校生に18cmメガチ〇ポを素股してもらったら、こんなにヤラしい事になりました。 (IENF-363)（6月12日、アイエナジー）
- 娘の前で雌犬のように激しく突かれて 七海ティナ 永野鈴（7月1日、アタッカーズ）
- SOD女子社員試験官9名が全裸男性1名へち○ぽの勃起からザ～汁射精を手厚いサポート付きでじっくり審査 新人AV男優CFNMハーレムオーディション（7月10日、SODクリエイト）

### アダルトVR
- 細胞レベルで彼女を好きになる…可愛らしい新人メイドオナクラ嬢との恋心とろとろ性交 永野鈴（10月25日、KMPVR-bibi-）
- 「こすっただけでイっちゃうの…?w」 教え子の小悪魔JKにくちゅくちゅ素股で焦らしに焦らされてイカされたボク… 永野鈴（11月8日、KMPVR-彩-）
- 俺の事が好きすぎる同級生の激カワ彼女と金玉が空になるまで性春真っ盛りのイチャラブ中出しセックス 永野鈴（12月11日、P-BOX VR）

- 終電逃した美人女子大生が泥酔してサークル仲間とドエロ全開で発情し何度も生チ〇ポを求める濃厚中出しセックス 永野鈴（1月22日、P-BOX VR）
- 美女8人のケツ穴くぱぁ～を近距離ガン見VR 8（2月12日、P-BOX VR）
- 顔は可愛いが生意気な部活の後輩を媚薬漬け! キメセク調教の中出しSEXで快楽堕ちメス奴隷!! 永野鈴（2月19日、P-BOX VR）
- 匂いフェチ専門M性感で極上美女の蒸れた濃厚な匂いとエロテクで金タマがスッカラカンになるまで連続射精! 永野鈴（3月19日、P-BOX VR）
- 鬼ハイレグ!! エグい食い込み眼前接近オナニー（6月4日、P-BOX VR）
- 美女8人のHな舌で顔がふやけるまで舐め回されるご褒美VR（6月11日、P-BOX VR）
- 8K 8人 ノーモザ おシャブリ ディルドフェラ 濃厚クチ抜き VR（7月16日、P-BOX VR）

### アダルト動画配信
- すずな (hoi332)（9月4日、素人ホイホイZ）
- SUZUNA (sth096)（9月12日、素人ホイホイSH）
- すずさん (oreco856)（10月8日、俺の素人-Z-）
- 永野さん (endx505)（10月9日、E★ナンパDX）
- N・R (spay489)（11月4日、素人ペイペイ）
- すず (scute1477)（11月15日、S-Cute）
- 【渋谷】Rさん【エステ】(DAM-048)（11月19日、はめちゃん。）
- りんちゃん (erk077)（11月23日、素人ホイホイ）
- SUZUNO (tow013)（11月29日、素人ホイホイtower）
- すず (oreco927)（12月13日、俺の素人-Z-）

- すず (oreco955)（1月6日、俺の素人-Z-）
- すず (koukai105)（1月11日、あの素人娘のエッチの仕方を公開します。）
- すずちゃん (oreb007)（1月25日、俺の素人-Z-）
- すず (orecz018)（3月1日、俺の素人-Z-）
- suzuちゃん (smuh046)（3月9日、素人ムクムク-痴-）
- suzuちゃん 2 (smuh047)（3月12日、素人ムクムク-痴-）
- SUZUさん (smjx045)（4月12日、素人ムクムク-X-）
- 練〇区債務者NS (smjj070)（4月19日、素人ムクムク-弱点-）
- 陸上すずちゃん (smjs122)（5月10日、素人ムクムク-職-）
- すず (buz054)（5月25日、Buzzシロウト）
- すずちゃん (refuck154)（5月30日、Re:Fuck）
- すず (ankk120)（7月25日、暗黒）